# Maria Piór
Maria Jolanta Piór (ur. 6 listopada 1954 w Pionkach) – polska polityk, urzędnik, były wojewoda elbląski.

## Życiorys
Ukończyła studia administracyjne na Uniwersytecie Gdańskim i prawnicze na Uniwersytecie Śląskim. Podjęła pracę w administracji publicznej. W 1980 wstąpiła do „Solidarności”. W 1989 została wiceprzewodniczącą komisji zakładowej związku z elbląskim urzędzie wojewódzkim. W latach 90. pełniła funkcję kierownika Wojewódzkiego Ośrodka ds. Zatrudnienia i Rehabilitacji Osób Niepełnosprawnych.
W 1998 zajmowała stanowisko wojewody elbląskiego (ostatniego w historii tego województwa). Sprawowała następnie mandat radnej sejmiku warmińsko-mazurskiego I kadencji z ramienia Akcji Wyborczej Solidarność. Do 2002 była dyrektorem oddziału Zakładu Ubezpieczeń Społecznych w Olsztynie. Później zatrudniona w urzędzie miejskim w Elblągu, do 2007 jako naczelnik Wydziału Finansowo-Budżetowego.
Działała w Stronnictwie Konserwatywno-Ludowym, z którego przeszła do Platformy Obywatelskiej. Zasiadała we władzach regionalnych PO.
W 2001 otrzymała Złoty Krzyż Zasługi.